# Oncidium fuscopetalum
Oncidium fuscopetalum là một loài thực vật có hoa trong họ Lan. Loài này được (Hoehne) Garay & Stacy mô tả khoa học đầu tiên năm 1974.